# Västra Ve
Västra Ve är en by norr om Panken i Väse socken i Karlstads kommun. Från 2015 avgränsar SCB här en småort.